# 松村任三

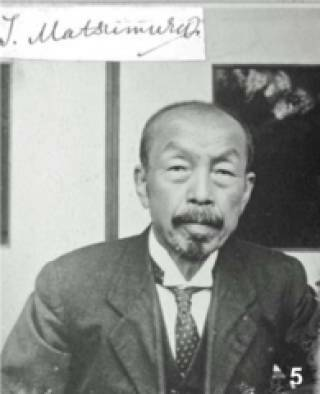
松村任三

松村任三（1856年2月14日—1928年5月4日），是一位日本植物學家，曾任東京帝國大學理學部植物學科教授、東京帝國大學附屬小石川植物園第一任園長。他採集了相當多的植物標本，也為染井吉野櫻、山葵等植物加上了拉丁文學名。他的最著名的弟子有牧野富太郎和工藤祐舜等人。
1856年，松村任三出生于常陸国多賀郡下手綱村（現茨城縣高萩市），是常陸松岡藩一个家老家庭的長子。1861年，时年6岁的松村任三被送到水户藩主跟前修习四書五经。1870年，被选为代表本藩的貢進生，进入大学南校（之后演化为官立東京開成学校，今東京大学的前身）读书。1876年，松村任三从官立東京開成学校退学。1877年，松村任三前往東京帝国大学小石川植物園任职，同时担任植物学家矢田部良吉教授的助手。期间参与了美国动物学家愛德華·席維斯·摩斯（Edward Sylvester Morse）对于大森贝塚的发掘工作。1882年，松村任三创立了东京植物学会（今日本植物学会）。1883年，松村任三被任命为东京帝国大学生物学科助教授。1884年，松村任三撰写了《日本植物名彙》。1886年，松村任三前往德国留学，师从维尔茨堡大学的尤利烏斯·馮·薩克斯教授和海德堡大学的恩斯特·普菲策爾（Ernst Pfitzer）教授学习植物分类学，并于1888年回到日本。1890年，松村任三被任命为东京帝国大学理学部植物学科教授。1891年，松村任三被授予理学博士学位，并在矢田部良吉辞职后，奉命管理东京帝国大学植物园。1897年，東京帝國大學附屬小石川植物園开始设立園長一職，松村任三被任命为首任園長。1906年，松村任三前往欧美考察。1922年，松村任三从东京帝国大学退休，并于1925年被授予正三位勋一等荣衔。1928年，松村任三于东京市本鄉（現東京都文京區）家中因脑溢血病发去世。
1. ↑  . International Plant Names Index.